# Hypoxis stellipilis
Hypoxis stellipilis là một loài thực vật có hoa trong họ Hypoxidaceae. Loài này được Ker Gawl. mô tả khoa học đầu tiên năm 1822.